# Ferrari 335 S
Pour les articles homonymes, voir Ferrari.
La Ferrari 335 S (Sport ou Spider) est une voiture de sport-prototype du constructeur automobile italien Ferrari, et du designer Scaglietti de Maranello, produite à 4 exemplaires entre 1957 et 1958.

## Historique

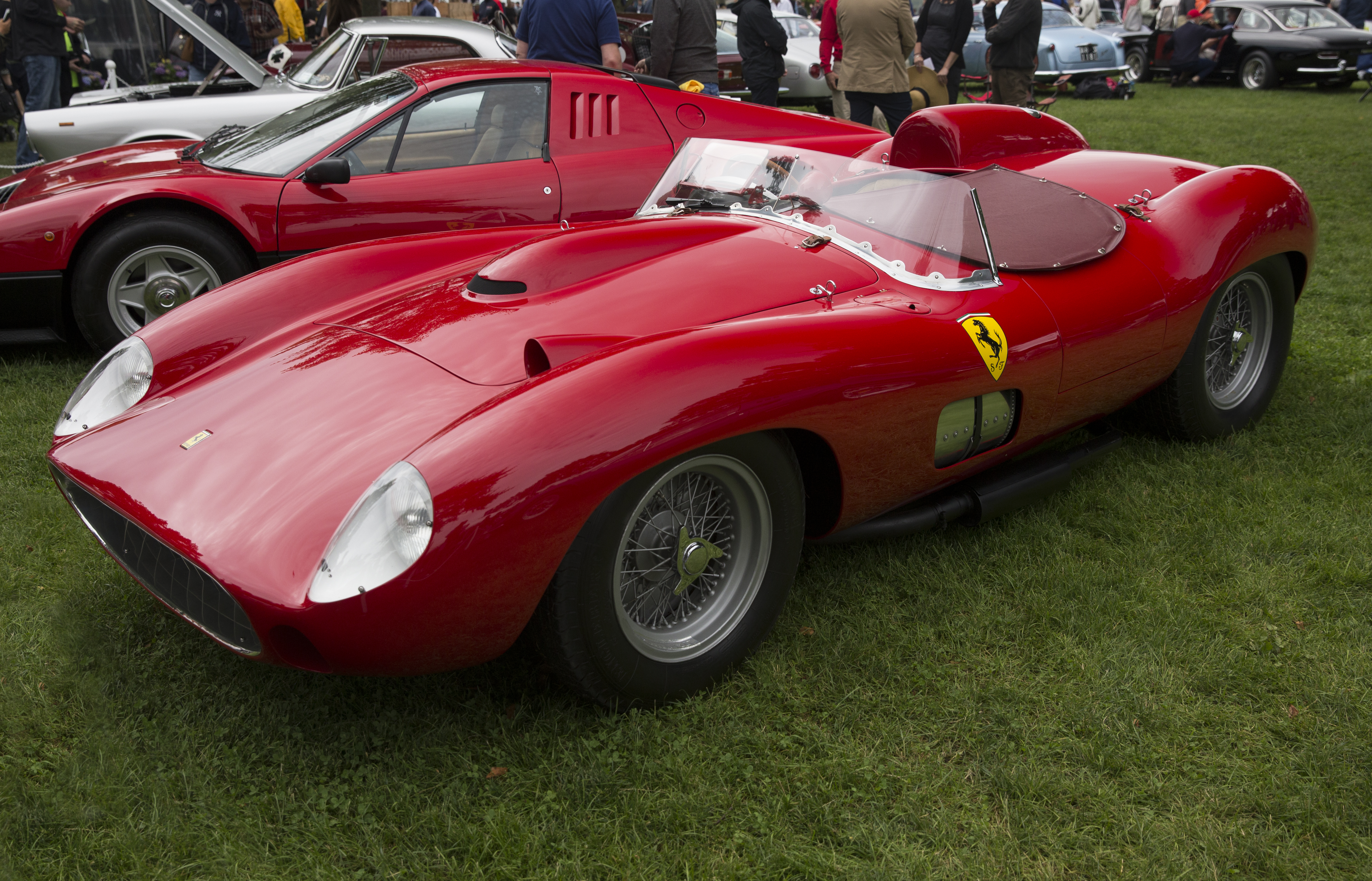
Au Greenwich Concours d'Elégance 2018.

Ce modèle est une évolution des voitures sport-prototype spyder Scaglietti Ferrari 290 MM (1956) et Ferrari 315 S (1957), motorisées avec les premiers moteurs Ferrari V12 Jano de la marque, de 3,5 et 3,8 litres. 
Elle est conçue à la demande d'Enzo Ferrari pour rivaliser avec la nouvelle Maserati 450S de 1956,  à moteur de 4,5 litres de 420 ch, avec une version type 141 de son moteur Ferrari V12 Jano poussé à 4 L de cylindrée pour une puissance de 390 ch et 300 km/h de vitesse de pointe (la Ferrari la plus rapide d'alors). 

## Compétition
Cette voiture sport-prototype participe à la victoire de Ferrari au titre de Champion du monde des voitures de sport 1957.

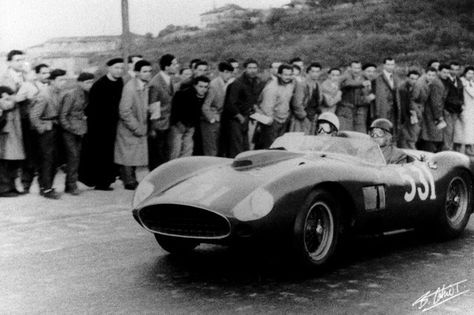
Ferrari 335 S n°531 des Mille Miglia 1957, avec Alfonso de Portago et Edmund Nelson.

Elle fait ses débuts en compétition avec une double victoire de sa version Ferrari 315 S de 3,8 L aux Mille Miglia 1957, endeuillée par la sortie de route accidentelle de la 335 S n°531 d'Alfonso de Portago (et abandon de la n°534). L'accident dramatique de ce modèle surpuissant cause de nombreux décès des pilotes et de nombreux spectateurs, et entraîne un changement de réglementation de course européenne, avec une limite d'escalade à la puissance des constructeurs à 3 litres de cylindrée pour l'année 1958 suivante.

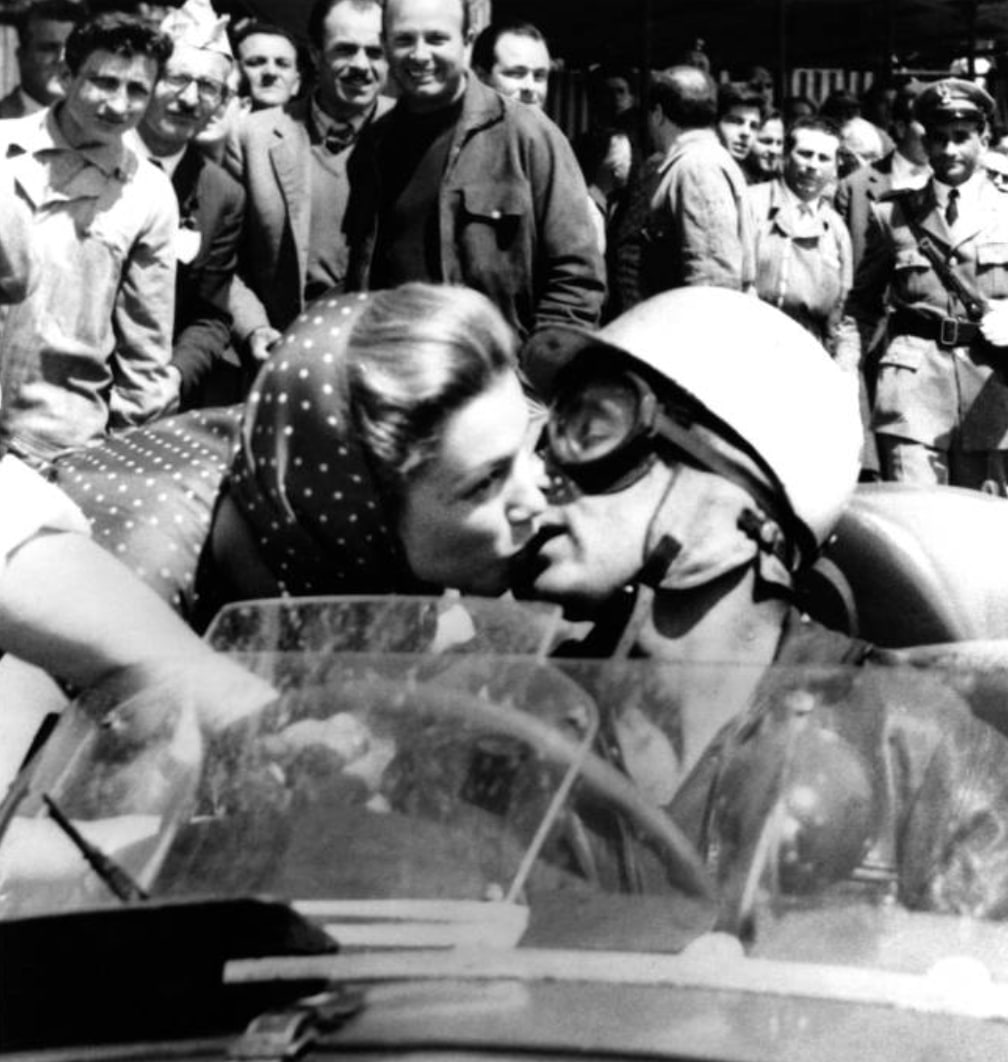
« Le baiser de la mort » de Linda Christian à Alfonso de Portago dans sa Ferrari 315 S, quelques heures avant son accident mortel.

La Ferrari 250 Testa Rossa à moteur Ferrari V12 Colombo de 3 L pour 300 ch de 1957 lui succède (et Ferrari 312 S (en) et Ferrari 412 S (en) en version 3 et 4 L de 1958 pour des compétitions aux États-Unis).

## Palmarès partiel
Victoire de Ferrari au titre de Champion du monde des voitures de sport 1957, avec :
- 1er et 2e du Grand Prix automobile du Venezuela 1957, avec Peter Collins et Phil Hill.
- 2e des 1 000 kilomètres du Nürburgring 1957, avec Olivier Gendebien, derrière une Aston Martin DBR1.
- 2e et 4e des 6 Heures de Kristianstad 1957, avec Phil Hill, Peter Collins, Mike Hawthorn et Luigi Musso, derrière une Maserati 450S.
- Meilleur tour en course des 24 Heures du Mans 1957, en 3 min 58 s 7 à 203,015 km/h de moyenne (première à dépasser la moyenne des 200 km/h sur un tour) avec Mike Hawthorn (avant abandon)[3],[4].
- Victoire du Grand Prix automobile de Cuba 1958, avec Stirling Moss.

Écurie américaine North American Racing Team :
- Victoire du Road America 500 1958, avec Gaston Andrey et Lance Reventlow.

## Voitures de collection
Sur les quatre modèles construits (dont un accidenté) trois sont encore dans leur état d'origine. 
2016 : la Ferrari 335 S Spider Scaglietti s/n 0674 de 1957, de la collection privée Pierre Bardinon (en) des château le Mas-du-Clos et circuit du Mas du Clos, est vendue 32,1 millions € aux enchères du Rétromobile de Paris,,, une des voitures de collection les plus chères du monde, convoitée entre autres par les collectionneurs de voitures de prestiges Lionel Messi et Cristiano Ronaldo,.
2018 : la Ferrari 335 S s/n 0764 de 1958 est victorieuse du prix Best of Show du concours d'élégance Villa d'Este en Italie,,.